# Álvaro Pais
Álvaro Pais, em grafia antiga Álvaro Paes (c. 1330–d. 1390) foi um oficial régio do século XIV português. Vassalo e chanceler-mor de D. Fernando I de Portugal, foi o grande instigador do Mestre de Avis em Lisboa.

## Filiação
Segundo Manuel José da Costa Felgueiras Gaio, Álvaro Pais era irmão de Eria Pires casada com Lourenço Martins Gaio, Alcaide-Mor de Leiria, sendo ambos filhos de Paio Soares. Dado o nome da filha, este Paio Soares terá casado com uma Eiria Pires.

## Biografia
Álvaro Pais, como refere Fernão Lopes, era «homem honrado de boa fazenda», a quem D. Fernando I, em paga dos seus bons serviços, dera «honra e acrecentamento». Não era portanto um plebeu ou burguês, como depois se disse, mas sim da pequena nobreza cidadã de Lisboa, ilustrada pelo serviço real, Cidadão Honrado de Lisboa,
Álvaro Pais serviu e foi Chanceler-Mor ou Vedor da Chancelaria do Rei D. Fernando I. Dizem também que já era Chanceler Mor de D. Pedro I, mas não aparece na respectiva Chancelaria. Morou na torre que tinha o seu nome, junto à Muralha Fernandina, no extremo ocidental da cidade de Lisboa.
Em 1369, Álvaro Pais, vassalo del-rei e Vedor da sua Chancelaria, com sua mulher Sentil Esteves, vizinhos de Lisboa, compraram uma Quinta em Varatojo a Mestre Pedro, Cirurgião, e sua mulher Maria Gonçalves, Quinta esta que deixou a Santo Elói de Lisboa Helena da Costa, segunda mulher de seu bisneto por varonia Pedro Vaz de Melo. O dito Mestre Pedro comprara essa Quinta em 1344 a Diogo Afonso Botelho, Escudeiro, vassalo del-rei, e a sua mulher Inês Martins, moradores em Paços, termo de Vila Real.
Desempenhou um importantíssimo papel na fase inicial da Crise de 1383-1385, contribuindo de forma decisiva para a aclamação do Mestre de Avis para Rei de Portugal, e seu Aclamador (Crónica de Fernão Lopes). Terá desempenhado acção importante para o levantamento popular subsequente ao assassínio do 2.º Conde de Ourém João Fernandes Andeiro, que, segundo se presume, também terá sido instigado e perpetrado por inspiração sua, tendo aconselhado D. João a eliminá-lo, convenceu o mestre de Avis a tomar o poder e lhe deu o célebre conselho: "Dai aquilo que vosso não é, prometei o que não tendes e perdoai a quem não vos fez mal". 
Como diz Fernão Lopes, foi sepultado no Campo de São Domingos, com letreiro e suas armas: um lebréu de orelhas cortadas, com coleira (desconhecem-se as cores e metais).

## Casamentos e descendência
Casou primeira vez com Leonor Geraldes ou Giraldes, de quem teve Diogo Álvares Pais, casado com Inês Álvares de Monterroso e com larga descendência, alguma pouco conhecida.
Seu enteado pelo seu segundo casamento antes de 1369 com Sentil ou Gentil Esteves, falecida em Lisboa em 1390 — o Dr. João das Regras — também viria a salientar-se em defesa dos direitos ao trono de D. João, Mestre de Avis. Álvaro Paes era padrasto do famoso doutor João das Regras (João de Aregas), e foi por sua indicação que este foi nomeado Chanceler, em sua substituição.
Sentil ou Gentil Esteves fez Testamento nas suas casas de morada em Lisboa, jazendo doente, a 9 de Junho de 1428 da Era de César (1390 da Era de Cristo), deixando herdeiro seu filho o Doutor João Afonso (João das Regras) e testamenteiros o dito seu filho e seu marido Álvaro Paes, "vedor mor da chancelaria d'el rei dom Fernando".
No dia 12 seguinte fez uma adenda ao dito testamento, onde nomeadamente roga "ao Doutor Joham das Regras meu filho que tome por capellam da capella de seus Avoos delle, & por mym Sancho Martins priol de Pereira, criado do dicto Alvaro Paes & meu em quanto el viver".